# Глушков, Иннокентий Кузьмич
Инноке́нтий Кузьми́ч Глушко́в (23 января 1932, Казённый Васташуй, Новоторъяльский кантон, Марийская автономная область, РСФСР, СССР — 25 марта 2001, Оршанка, Марий Эл, Россия) — советский и российский педагог, общественный деятель. Заместитель директора по учебной работе, директор Оршанского педагогического училища Марийской АССР (Оршанского педагогического колледжа Республики Марий Эл) (1965—1995). Заслуженный учитель школы РСФСР (1969). Отличник народного просвещения РСФСР (1967).

## Биография
Родился 23 января 1932 года в дер. Казённый Васташуй ныне Советского района Марий Эл в семье колхозного председателя-фронтовика.
В 1951 году окончил Новоторъяльское педагогическое училище Марийской АССР, затем — физико-математический факультет Марийского педагогического института им. Н. К. Крупской (заочно). По окончании института работал учителем математики, затем директором Табашинской восьмилетней школы Оршанского района МАССР.
С 1964 года начал работать в Оршанском педагогическом училище Марийской АССР: учитель математики и физики, с 1965 года — заместитель директора по учебной работе, в 1983—1995 годах — директор. Стал известен как педагог-новатор, активный лектор общества «Знание» и наставник молодых педагогов. По его инициативе в 1967 году был построен новый учебный корпус этого училища, началось его озеленение. Сам педагог также был участником художественной самодеятельности, спортсменом.
Вёл и общественную деятельность, был депутатом Оршанского районного Собрания[когда?].
За заслуги в области народного образования и добросовестное отношение к труду в деле подготовки педагогических кадров в 1969 году ему было присвоено почётное звание «Заслуженный учитель школы РСФСР». Также он награждён орденом «Знак Почёта», знаком «Отличник народного просвещения», медалью «Ветеран труда» и почётными грамотами Министерства просвещения РСФСР и Министерства просвещения Марийской АССР.
Скончался 25 марта 2001 года в пос. Оршанка Марий Эл, похоронен там же.

## Память
- С 13 июня 2001 года Оршанский педагогический колледж Марий Эл носит имя своего многолетнего директора, заслуженного учителя школы РСФСР И. К. Глушкова[2][3][4][5][6][8].
- В 2003 году перед Оршанским педагогическим колледжем им. И. К. Глушкова Марий Эл ему был установлен памятник[2][3][4][5][6][8].
- С 2001 года ежегодно в Оршанском педагогическом колледже им. И. К. Глушкова Марий Эл проводится Межрегиональная научно-практическая конференция «Глушковские чтения». Её участниками являются педагоги Республики Марий Эл и регионов Приволжского федерального округа[2][3][9][10].

## Признание
- Орден «Знак Почёта» (1976)[2][3][4][5][6]
- Медаль «Ветеран труда» (1983)[4][6]
- Заслуженный учитель школы РСФСР (1969)[2][3][4][5][6]
- Отличник народного просвещения РСФСР (1967)[4][6]